# Криспијеро (Мачерата)
Криспијеро (итал. Crispiero) насеље је у Италији у округу Мачерата, региону Марке.
Према процени из 2011. у насељу је живело 176 становника. Насеље се налази на надморској висини од 571 м.